# Vîșneve, Arbuzînka
Vîșneve (în ucraineană Вишневе) este un sat în așezarea urbană Arbuzînka din regiunea Mîkolaiiv, Ucraina.

## Demografie
Componența lingvistică a localității Vîșneve
     Ucraineană (90,91%)
     Rusă (5,45%)
Conform recensământului din 2001, majoritatea populației localității Vîșneve era vorbitoare de ucraineană (90,91%), existând în minoritate și vorbitori de rusă (5,45%) și armeană (3,64%).